# Sultanat de Delhi
Ne doit pas être confondu avec Sultanat de Deli.
 (août 2014).
Si vous disposez d'ouvrages ou d'articles de référence ou si vous connaissez des sites web de qualité traitant du thème abordé ici, merci de compléter l'article en donnant les références utiles à sa vérifiabilité et en les liant à la section « Notes et références ».
1206–1526
Entités précédentes :
- Ghorides
- Gahadavala
- Chandela
- Dynastie Paramara
- Dynastie Deva
- Dynastie Sena
- Dynastie Seuna
- Kâkâtiya
- Vâghelâ
- Dynastie Yajvapala
- Chahamanas de Ranastambhapura
- Pithipatis de Bodh Gay

Entités suivantes :
- Empire moghol
- Bahmanî
- Sultanat du Bengale
- Sultanat du Gujarat
- Sultanat de Malva
- Sultanat de Madurai
- Royaume de Vijayanagara

Le sultanat de Delhi est un royaume musulman qui s'étend sur le nord de l'Inde de 1206 à 1526 à partir de sa capitale, Delhi. Plusieurs dynasties turco-afghanes règnent successivement sur le sultanat, la dynastie des esclaves ou dynastie des Muizzî (1206-1290), la dynastie des Khaljî (1290-1320), la dynastie des Tughlûq (1320-1413), la dynastie des Sayyîd (1414-1451), et les Lodhî (1451-1526). Il disparait en 1526, à la suite d'une défaite décisive de son dernier sultan qui y trouve la mort, tandis que l'Empire moghol prend sa place.

## Histoire
Pendant le dernier tiers du XIIe siècle, Muhammad Ghûrî envahit la plaine indo-gangétique, faisant la conquête de Ghaznî, de Multân, du Sind, de Lâhore et de Delhi. Oybeck, un de ses généraux, vendu comme esclave durant son enfance, se proclame sultan de Delhi en 1206 et établit la première dynastie du sultanat de Delhi, la dynastie des esclaves.
Le territoire sous le contrôle des musulmans de Delhi s'agrandit rapidement et vers le milieu du siècle, les musulmans ont mis la main sur le Bengale et une grande partie de l'Inde centrale. Îltutmish (1211-1236) et Balbân (1266-1287) sont les sultans les plus connus de cette dynastie. Confronté aux révoltes des territoires conquis et de familles rivales, la dynastie des esclaves s'éteint en 1290.
Les musulmans étendent ensuite leur pouvoir en Inde méridionale, seul résiste le royaume hindou de Vijayanâgara qui finit par tomber en 1565. Quelques royaumes demeurent indépendants de Delhi dans le Deccan et au Gujarat, au Mâlvâ et au Bengale, tout ce qui constitue l'actuel Pakistan est soumis à Delhi.
Les sultans de Delhi entretiennent des relations cordiales, bien que superficielles, avec les dirigeants musulmans du Proche-Orient mais ne leur concèdent aucune allégeance. Ils basent leur législation sur le Coran et la charia et permettent à leurs sujets non-musulmans de pratiquer leur religion à condition de payer la jizya.
La plus grande contribution du sultanat de Delhi est peut-être d'avoir protégé au moins provisoirement le sous-continent indien des dévastations de l'envahisseur mongol au cours du XIIIe siècle. Le sultanat connaît cependant la mise à sac de sa capitale par Tamerlan en 1398 avant l'établissement des Lodî qui tomberont cependant devant les Moghols à la première bataille de Pânipat.
Alors que jusque-là, le sanskrit était la langue du savoir ainsi que la langue littéraire, le sultanat de Delhi, puis l'Empire moghol feront du persan leur langue de culture.

## Chronologie

### Dynastie des «rois-esclaves» ou Muizzis (1206-1290)
Muhammad Ghûrî défait Prithiviraj III, en 1192, et s'empare de Delhi. En 1194, débute la construction du Qutb Minar à Delhi. Le monastère de Nalanda, important centre d'études bouddhiques, est détruits par les musulmans en 1197.
En 1206, Aibak/Oybeck (1206-1210) se déclare sultan de Delhi et fonde la dynastie des esclaves à la mort de Muhammad.
- Âram Shâh (1210-1211)
- Shams ud-Dîn Îltutmish (1211-1236)
  - 1221 : Invasion mongole sous Gengis Khan.
- Rukn ud-Dîn Fîrûz Shâh Ier (1236)
- Jalâlat ud-Dîn Razziyâ (1236-1240)
- Muizz ud-Dîn Bahrâm Shâh (1240-1242)
- Alâ ud-Dîn Masûd Shâh (1242-1246)
- Nâsir ud-Dîn Mahmûd Shah Ier (1246-1266)
- Ghiyath ud-Din Balbân (1266-1287)
- Muizz ud-Dîn Kaiqûbâd (1287-1290)
- Shams ud-Din Kayumarth (1290)

### Dynastie des Khaljî (1290-1320)
En 1290, Jalâl ud-Dîn Firûz II Khalji (1290-1294) fonde, à Delhi, la dynastie des Khaljî qui succède à la dynastie des esclaves.
- Alâ ud-Dîn Muhammad Ier Khalji  (1294-1316)
- Qutb ud-Dîn Mubârak Shah Ier (1316-1320)
- Nâsir ud-Dîn Khusrû Shâh (1320)

### Dynastie des Tughlûq (1321-1398)
En 1320, Ghiyath al-Dîn Tughlûq Ier (1320-1325) fonde, à Delhi, la dynastie des Tughlûq qui succède à la dynastie des Khalji.
- Muhammad II bin-Tughlûq (1325-1351)
  - 1336 : Fondation du royaume de Vijayanâgara dans le Deccan, dernier grand royaume hindou (fin en 1565).
  - 1347 : La dynastie de Bahmanî accède au pouvoir dans le Dekkan.
  - 1350 : Le voyageur marocain ibn Battuta visite l'Inde.
- Firûz III Shah Tughlûq (1351-1388). En 1356, Le calife de Bagdad donne l'Inde à Fîrûz Shâh Tughlûq.
- Ghiyâth al-Dîn Tughlûq II (1388-1389)
- Abû Bakr Tughlûq (1389-1390)
- Muhammad III Tughlûq (1390-1394)
- Sikandâr Ier (1394-1395)
- Mahmûd II (1395-1412)
- Nusrat Shâh à Fîrûzâbâd (1395-1399)
  - 1398 : Tamerlan envahit l'Inde. En 1399, Tamerlan s'empare de Delhi et la pille[3].
  - 1403 : le Gujarat se rend indépendant.
  - 1411 : Ahmad Shâh fonde sa dynastie à Ahmedabad au Gujarat.
- 1412-1414 : Anarchie.

### Dynastie des Sayyîd (1414-1451)
Khizr Khân Sayyîd (1414-1421) fonde la dynastie des Sayyîd.
- Mubârak Shâh II (1421-1434)
  - 1422 : Le royaume de Vijayanâgara bat les Bahmani.
  - 1430 : Le Goujerat bat les Bahmanî.
- Muhammad Shâh IV (1434-1445)
  - 1436 : Le Goujerat annexe le Mâlvâ.
  - 1440 : Naissance du poète Kabîr.
- Alâ ud-Dîn Âlam shâh (1445-1451)

### Dynastie des Lodî (1451-1526)
En 1451, la dynastie des Lodî est fondée à Delhi par Bahlûl Lodî (1451-1489).
- - 1469 : Naissance du gourou Nanak, fondateur du sikhisme.
  - 1470 : Les Bahmanî battent le royaume de Vijayanâgara et s'emparent de Goa.
  - 1485 : A Vijayanagar, les Sangama sont remplacés par les Saluva.
  - 1486 : Le Cachemire devient musulman.
  - 1489 : Fondation de la dynastie des Adîl Shâhî à Bîjâpur. (fin en 1690)
- Sikandâr II Lodî (1489-1517)
  - 1490 : Fondation de la dynastie des Nizam Shâhî à Ahmednagar. (fin en 1628)
  - 1493 : Début de la dynastie de Husain Shah au Bengale
  - 1498 : Vasco de Gama est à Calicut.
  - 1498 : Husain Shah envahit l'Assam.IMON
  - 1500 : Le sikhisme se répand au Bengale.
  - 1500 : Les Portugais, commandés par Francisco de Almeida, détruisent à Diu une flotte indo-égyptienne.
  - 1510 : Les Portugais s'emparent de Goa pour remplacer Cochin comme quartier général.
- Ibrâhîm Lodî (1517-1526)
  - 1518 : Fondation de la dynastie des Qutb Shahi (en) à Golkonda. (fin en 1687)
  - 1520 : Le Vijayanagar défait les Bahmanî qui explosent en plusieurs sultanats, dits sultanats du Dekkan.
  - 1524 : Bâbur prend Lâhore.